# Misil superficie-superficie
Un misil superficie-superficie (SSM) o misil tierra-tierra (GGM) es un misil diseñado para ser lanzado desde tierra o mar y atacar objetivos en tierra o en el mar. Pueden dispararse desde dispositivos portátiles o montados en vehículos, desde instalaciones fijas o desde un barco. A menudo funcionan con un motor de cohete o, a veces, se disparan con una carga explosiva, ya que la plataforma de lanzamiento generalmente está estacionaria o se mueve lentamente. Por lo general, tienen aletas y/o alas para la elevación y la estabilidad, aunque los misiles de alta velocidad o de corto alcance pueden usar el levantamiento corporal o volar una trayectoria balística. La Fieseler Fi 103 fue el primer misil tierra-tierra operativo.
Los misiles superficie-superficie contemporáneos suelen ser guiados. Un misil de superficie a superficie no guiado generalmente se denomina cohete (por ejemplo, un RPG-7 o M72 LAW es un cohete antitanque, mientras que un BGM-71 TOW o AT-2 Swatter es un misil guiado antitanque).
Ejemplos de misiles tierra-tierra incluyen el MGM-140 ATACMS, la bomba de pequeño diámetro lanzada desde tierra (GLSDB) y artillería de precisión de largo alcance (LRPF).

## Ejemplos
- Artillería de precisión de largo alcance (LRPF)
- MGM-166 LOSAT
- ATACMS MGM-140
- Bomba de diámetro pequeño (GLSDB)
- PARS 3 LR
- Polifemo
- ALAS
- Hermes
- Nimrod
- Otomat
- Maitri
- Biná
- Barak-1
- RBS-15
- Luz
- Kh-35
- Misil multiusos ligero
- P-800 Oniks
- Sosna-R

## Tipos
Los misiles tierra-tierra generalmente se descomponen  en varias categorías:
- Los misiles balísticos viajan en una trayectoria alta, el motor se quema a la mitad del vuelo
  - Misil balístico táctico: rango entre 150 km y 300 km
    - Misil balístico de alcance de campo de batalla (BRBM): alcance inferior a 200 km

  - Misil balístico de teatro (TBM): rango entre 300 km y 3500 km
    - Misil balístico de corto alcance (SRBM): Alcance 1000 km o menos
    - Misil balístico de medio alcance (MRBM): rango entre 1000 km y 3500 km

  - Misil balístico de alcance intermedio (IRBM) o misil balístico de largo alcance (LRBM): rango entre 3500 km y 5500 km
  - Misil balístico intercontinental (ICBM): alcance superior a 5500 km
  - Misil balístico lanzado desde submarino (SLBM): lanzado desde submarinos de misiles balísticos (SSBN), todos los diseños actuales tienen alcance intercontinental.
- Los misiles de crucero viajan muy cerca del suelo, el motor se quema durante todo el vuelo, alcance típico 2500 km (1500 mi)
- Los misiles guiados antitanque viajan a poca altura del suelo, pueden o no quemar el motor durante el vuelo, rango típico 5 km (3 mi)
- Los misiles antibuque viajan a baja altura sobre el suelo y el mar y, a menudo, rebotan antes de golpear el barco objetivo; rango típico 130 km (80 mi)

Las diferentes partes desglosan el tipo de misil según el alcance de manera diferente. Por ejemplo, el Departamento de Defensa de los Estados Unidos no tiene una definición de LRBM y, por lo tanto, define un misil balístico intercontinental como aquellos misiles con alcances superiores a 5.500. km (3500 mi). El Instituto Internacional de Estudios Estratégicos tampoco define un rango para los LRBM, y define los SRBM como rangos algo más cortos que la definición utilizada por el Departamento de Defensa.